# Rhyncomya maculata
Rhyncomya maculata är en tvåvingeart som beskrevs av Macquart 1846. Rhyncomya maculata ingår i släktet Rhyncomya och familjen Rhiniidae. Inga underarter finns listade i Catalogue of Life.